# Клодава (Підкарпатське воєводство)
Клодава (пол. Kłodawa) — село в Польщі, у гміні Бжиська Ясельського повіту Підкарпатського воєводства.
Населення — 349 осіб (2011).
У 1975-1998 роках село належало до Кросненського воєводства.

## Демографія
Демографічна структура станом на 31 березня 2011 року:
|          | Загалом | Допрацездатний вік | Працездатний вік | Постпрацездатний вік |
| -------- | ------- | ------------------ | ---------------- | -------------------- |
| Чоловіки | 175     | 31                 | 131              | 13                   |
| Жінки    | 174     | 36                 | 98               | 40                   |
| Разом    | 349     | 67                 | 229              | 53                   |